# Girl (álbum de Dannii Minogue)
Girl es el tercer álbum de estudio de la cantante australiana Dannii Minogue. Fue lanzado por Eternal Records el 8 de septiembre de 1997 en el Reino Unido. El álbum contiene cuatro sencillos, "All I Wanna Do", "Everything I Wanted", "Disremembrance", que alcanzó todos número uno en UK Dance Chart, y "Coconut", lanzado solamente en Australia. En noviembre de 2007, el álbum fue reeditado por el sello Rhino Entertainment, con un disco extra de remixes.

## Lanzamiento
En 1995, Dannii Minogue había dividido maneras con el ex sello discográfico Mushroom Records, después de una disputa contractual. Un álbum que estaba en la producción, en última instancia nunca se materializó y no fue hasta 1997 cuando Minogue firmó con Eternal Records, que comenzó a grabar su tercero álbum Girl. Sus dos primeros álbumes Love and Kisses y Get Into You estado muy álbumes orientados en pop, sin embargo Minogue había ya interesarse en música dance tras la publicación de varias versiones remezcladas de sus últimos sencillos.

## Composición
El sonido de Girl era claramente diferente de los trabajos anteriores de Minogue. Esto quedó claramente demostrado con el primer sencillo "All I Wanna Do", que contenía un sonido de baile más destaca en contraste con el estilo pop. Esto se haría sentir en el resto del álbum. Las otras pistas de Girl iban desde canciones pop maduros ("Heaven Can Wait", "Am I Dreaming?", "Everything I Wanted", "It's Amazing") a la orientada ("Disremembrance", "Movin' Up"). El álbum también incluye estilos notables de música trance ("So in Love with Yourself", "If It Moves – Dub It", "Coconut"), así como los sonidos infundidos de ambient ("Everybody Changes Underwater"). Varias de las canciones también encarna fuertes matices de la música electrónica.

## Lista de canciones

### Edición estándar
| N.º | Título                                  | Escritor(es)                                                                 | Duración |  |
| 1.  | «All I Wanna Do»                        | Brian Higgins, S. McLennan, Tim Powell, Matt Gray                            | 4:28     |  |
| 2.  | « Heaven Can Wait»                      | Higgins, McLennan, Powell, Gray                                              | 3:40     |  |
| 3.  | «So in Love with Yourself»              | Paul Barry, Mark Taylor, Steve Torch                                         | 5:06     |  |
| 4.  | «Am I Dreaming?»                        | Barry, Taylor, Graham Stack, Torch                                           | 4:10     |  |
| 5.  | «Everybody Changes Underwater»          | Dannii Minogue, Ian Masterson, David Green                                   | 6:36     |  |
| 6.  | «Everything I Wanted»                   | Minogue, Taylor, Torch                                                       | 4:38     |  |
| 7.  | «If It Moves - Dub It»                  | Minogue, Higgins, McLennan, Powell, Gray                                     | 6:32     |  |
| 8.  | «Disremembrance»                        | Masterson, Green                                                             | 4:06     |  |
| 9.  | «It's Amazing»                          | Higgins, McLennan, Powell, Gray                                              | 5:05     |  |
| 10. | « Movin' Up» / «Coconut» (hidden track) | Lars Erlandsson, Fredrik Lenander, Bella Morel, David Kreuger, Per Magnusson | 11:08    |  |

| Pistas adicionals para Japón |               |                  |          |  |
| N.º                          | Título        | Escritor(es)     | Duración |  |
| 11.                          | «Coconut»     | Harry Nilsson    | 4:48     |  |
| 12.                          | «Someone New» | Masterson, Green | 9:22     |  |

### Edición Deluxe
| Disco 1 |                                                   |                                 |          |  |
| N.º     | Título                                            | Escritor(es)                    | Duración |  |
| 1.      | «All I Wanna Do»                                  |                                 | 4:28     |  |
| 2.      | «Heaven Can Wait»                                 |                                 | 3:40     |  |
| 3.      | «So in Love with Yourself»                        |                                 | 5:06     |  |
| 4.      | «Am I Dreaming?»                                  |                                 | 4:10     |  |
| 5.      | «Everybody Changes Underwater»                    |                                 | 6:36     |  |
| 6.      | «Everything I Wanted»                             |                                 | 4:38     |  |
| 7.      | «If It Moves – Dub It»                            |                                 | 6:32     |  |
| 8.      | «Disremembrance»                                  |                                 | 4:06     |  |
| 9.      | «It's Amazing»                                    |                                 | 5:05     |  |
| 10.     | «Movin' Up» (Extended Mix)                        |                                 | 5:50     |  |
| 11.     | «Keep Up with the Good Times»                     | Higgins, McLennan, Powell, Gray | 4:19     |  |
| 12.     | «Someone New» (Flexifingers Radio Edit)           |                                 | 3:46     |  |
| 13.     | «Coconut»                                         |                                 | 4:48     |  |
| 14.     | «All I Wanna Do» (Trouser Enthusiasts Radio Edit) |                                 | 4:12     |  |
| 15.     | «Everything I Wanted» (Xenomania Radio Edit)      |                                 | 4:47     |  |
| 16.     | «Disremembrance» (Trouser Enthusiasts Radio Edit) |                                 | 4:29     |  |

| Disco 2 |                                                        |          |  |
| N.º     | Título                                                 | Duración |  |
| 1.      | «All I Wanna Do» (12" Extended Mix)                    | 6:52     |  |
| 2.      | «Everything I Wanted» (Xenomania 12" Club Mix)         | 7:07     |  |
| 3.      | «Heaven Can Wait» (Trouser Enthusiasts Cloud Nine Mix) | 12:10    |  |
| 4.      | «Disremembrance» (Full Orchestral 12" Mix)             | 9:29     |  |
| 5.      | «All I Wanna Do» (Qattara's Club Mix)                  | 10:08    |  |
| 6.      | «Everything I Wanted» (Jupiter 6 Soul Surround Mix)    | 6:50     |  |
| 7.      | «Disremembrance» (Twyce as Nyce Club Mix)              | 6:06     |  |
| 8.      | «Movin' Up» (Getting Harder Mix)                       | 5:51     |  |
| 9.      | «Keep Up with the Good Times» (Xenomania 12" Mix)      | 6:47     |  |
| 10.     | «All I Wanna Do» (Tiny Tim & The Mekon Dream Dub)      | 7:45     |  |

## Posición en listas
| Gráfico (1997)                | Máxima posición |
| ----------------------------- | --------------- |
| Australia (ARIA Charts)       | 69              |
| Reino Unido (UK Albums Chart) | 57              |